# Centro Universitário Toledo
O Centro Universitário Toledo (Unitoledo) é uma instituição particular brasileira de ensino superior sediada no município paulista de Araçatuba.
Inaugurada em 1966, atualmente conta com cursos nas áreas humanas, exatas, saúde e tecnológicas. 
Foi considerada pelo MEC em 2008 como uma dos melhores instituições do Interior Paulista.
Possui ainda diversos cursos de extensão, pós-graduação lato-sensu e mestrado em direito recomendado pela CAPES.[carece de fontes?] Em 2018 foi avaliada pelo MEC com a nota 5, tornando-se um dos melhores centros universitários do Interior de São Paulo. 
Desde 2006, a Instituição teve à frente o reitor Bruno Toledo, que seguiu a missão de Transformar Vidas mediante uma Boa Educação.
Em julho de 2019, a YDUQS passou a adotar uma estratégia mais flexível de crescimento, que tem como um de seus pilares a possibilidade de ter marcas com posicionamentos distintos – com objetivo de capturar oportunidades de crescimento num mercado complexo e pujante. A marca UniToledo foi mantida pela YDUQS porém vem sendo coberta pela nova identidade do grupo chamada wyden, que visa integralizar todas as marcas.
Visando a formação de uma consciência crítica de cidadania para projetar e contribuir com o desenvolvimento de uma sociedade mais justa, fundamentada na concepção de bem estar e inclusão social, o UniToledo constrói sua história por meio da valorização do ser humano e da oferta de profissionais qualificados e preparados para solucionar os problemas da sociedade no século XXI.
Em dezembro de 2019, o UniToledo agora conta com cursos de graduação na modalidade EAD (Educação a Distância). Avaliada com nota 5 pelo MEC (Ministério da Educação), a Instituição já conta com cursos disponíveis.